# Pseudocollinella arctopellucida
Pseudocollinella arctopellucida är en tvåvingeart som beskrevs av Marshall 1993. Pseudocollinella arctopellucida ingår i släktet Pseudocollinella och familjen hoppflugor.
Artens utbredningsområde är Northwest Territories, Kanada. Inga underarter finns listade i Catalogue of Life.